# A kozmosz bábjai
A kozmosz bábjai (The Cosmic Puppets) Philip K. Dick 1957-ben megjelent sci-fi regénye. A regény az A Glass of Darkness című novellájának kibővítéséből született, melyet 1956-ban közöltek le a Satellite Science Fiction című magazinban. Ebben a történetében Philip K. Dick szinte csak elvétve használ tudományos elemeket, és nagyobb gondot fordít a mitológiai elemek bemutatására.
Magyarul 1998-ban jelent meg a Valhalla Páholy gondozásában, Szántai Zsolt fordításában.

## Cselekmény
|  | Alább a cselekmény részletei következnek! |

Ted Barton hosszas távollét után visszatér virginiai szülővárosába, Millgatebe, de meglepetten tapasztalja, hogy az egész város megváltozott, jobban mondva mintha átkerült volna egy párhuzamos idősíkba. Egy idősíkba, mely szerint ő gyermekkorában meghalt, és nem kellene léteznie. Felesége nem tart vele, és magára hagyja.
Millgate újra felfedezése közben találkozik három szimpatikus emberrel: doktor Meadéval, a háziorvossal, lányával, Maryvel és egy iszákos öregemberrel, William Christopherrel. Az eseményeket azonban beárnyékolja Peter Thrilling, a város hotel-tulajdonosnőjének gyermeke. A gyermek Ted Barton távozása után a városra varázsolt egy burkot, mely mindenkit meggátol abban, hogy betehesse a lábát Millgatebe. A város határát egy felborult rönkszállító kamion jelzi, mely elállja az egyetlen lehetséges kiutat. Peter észreveszi, hogy Christopher még emlékszik a város múltbéli alakjára.
Christopher megmutatja Bartonnak a gépezetét, mely képes egy adott tárgyat visszaváltoztatni a változás előtti alakjába. Az öregember elmeséli a város átváltozásának történetét, és elmondja a fiatal férfinak, hogy régebben villanyszerelőként dolgozott. A változás tizennyolc évvel ezelőtt, közvetlenül Barton távozása után következett be. Doktor Maede páciensei Vándorokká változtak, akik szellemként járják ezt a dimenziót, pedig ők Millgate valódi lakói. A Vándorokcsak Maryvel képesek kommunikálni, meg néhány másik emberrel. Barton pedig rájön, hogy emlékei felidézéséből képes visszaváltoztatni tárgyakat a változás előtti időkbe. A parkot sikerül először visszaváltoztatni, mint a régi Millgatehez tartozó területet.
Peter és Mary titokban természetfeletti háborút folytatnak egymással. Mary méheknek, molyoknak, macskáknak és legyeknek tud parancsolni, míg Peter serege agyagból gyúrt apró gólemekből, pókokból, kígyókból és patkányokból áll. Peter látszólag megöleti velük Maryt. De még ez a tragikus esemény sem veszi rá doktor Maedét, hogy levetkőzze hamis, emberi személyiségét. Végül Peter támadásai, és Barton nyomására visszaváltozik Ormazddá, és felveszi a harcot a magát Peternek álcázó Ahrimannal. A zoroasztrizmus két alakjának összecsapása után Mary felfedi kilétét, miszerint ő Armaiti, Ormazd lánya. A gonosz erők eltűnése után az illúzió megszakad, Millgate visszaváltozik, Barton pedig elégedetten hagyja háta mögött a várost.        
|  | Itt a vége a cselekmény részletezésének! |

## Magyarul
- A kozmosz bábjai; ford. Szántai Zsolt; Valhalla Páholy, Bp., 1998
- A kozmosz bábjai; ford. Pék Zoltán; Agave Könyvek, Bp., 2024